# Psico-história
Psico-história trata-se de um estudo histórico em que se usam métodos, teorias e conceitos psicológicos ou psicanalíticos. Deriva a maioria de seus conceitos de áreas largamente ignoradas por historiadores e antropólogos, particularmente os efeitos do cuidado parental e abuso infantil, sugerindo, pois, que comportamentos como o crime e a guerra possam ser reencenamentos de traumas anteriores, de forma que flashbacks inconscientes para medos antigos e cuidados parentais destrutivos poderia dominar o comportamento individual e social.